# Jerzy Karszniewicz

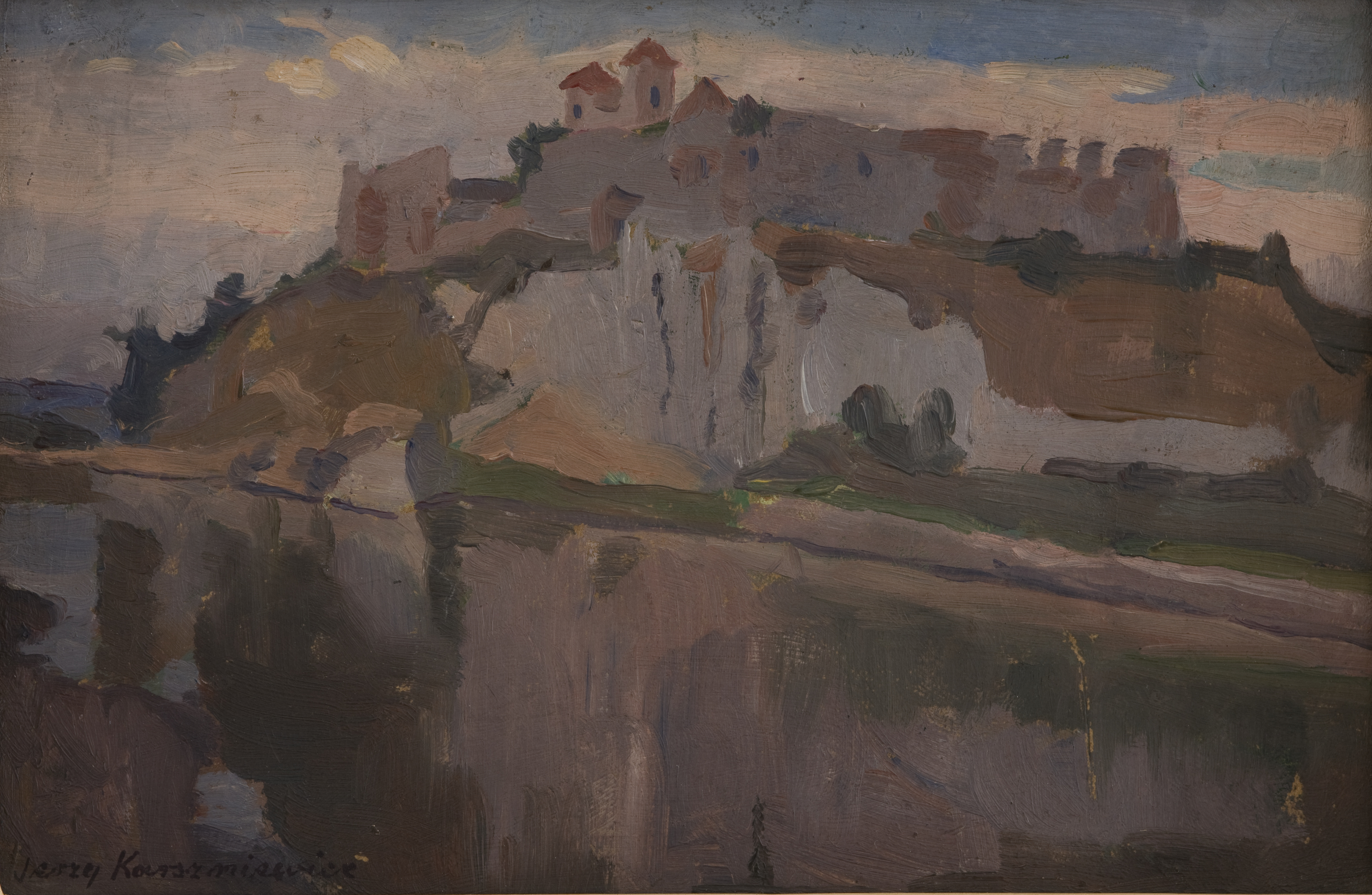
Jerzy Karszniewicz, Widok Tyńca, Muzeum Narodowe w Krakowie

Jerzy Ireneusz Karszniewicz (ur. 31 grudnia 1878 w Tarnowie, zm. 1 kwietnia 1945 w Krakowie) – polski malarz.

## Życiorys
Urodził się w rodzinie Tytusa i Aleksandry z Titów. Miał siostrę Jadwigę (zm. 1916). W 1895 rozpoczął studia w Szkole Sztuk Pięknych w Krakowie, jego wykładowcami byli między innymi Józef Mehoffer, Florian Cynk i Jacek Malczewski. Równocześnie pobierał lekcje malarstwa pejzażowego w pracowni Jana Stanisławskiego. Podczas studiów uczestniczył wraz z innymi studentami w realizacji fryzu stworzonego przez Jacka Malczewskiego na gmachu Towarzystwa Przyjaciół Sztuk Pięknych. Po ukończeniu nauki w 1901 wyjechał do Paryża, gdzie kontynuował studia w École des Beaux-Arts pod kierunkiem Jean-Léona Gérôme’a. Po powrocie do kraju zamieszkał we wsi Janówka Górna koło Wieliczki. W 1907 uczestniczył w wystawie twórczości uczniów Jana Stanisławskiego. Należał do wielu grup artystycznych, były to między innymi Cech Artystów Plastyków Jednoróg, Powszechny Związek Artystów Polskich, uczestniczył w wystawach zbiorowych organizowanych przez te grupy. Wystawiał również z Towarzystwem Przyjaciół Sztuk Pięknych, w 1933 miał tam wystawę indywidualną. Jego prace uczestniczyły w wystawach, które miały miejsce w warszawskiej Galerii Zachęta, we Lwowie i Poznaniu.
Od 16 listopada 1926 był mężem Eugenii z Borkowskich.
Zmarł 1 kwietnia 1945 w Krakowie, pochowany na cmentarzu Rakowickim (kwatera PAS 77-płd-po lewej Kościńskiego).

## Twórczość
W twórczości Jerzego Karszniewicza daje się zauważyć duży wpływ Jana Stanisławskiego, tworzył pejzaże malowane w plenerze, najczęściej były to krajobrazy okolic Krakowa i Wieliczki, rzadziej widoki Tatr i okolic Zakopanego. Tworzył również portrety i kompozycje figuralne, ale tego rodzaju obrazów powstało dużo mniej. Wszystkie obrazy posiadały niewielkie rozmiary i były tworzone z zastosowaniem szerokich i miękkich plam kolorów, nakładaną swobodnie, a przez to nadającą kompozycjom wrażenie szkicowości.